# سمير تناغو
سمير عبد السيد تناغو (1938 -2020)، هو عالم قانوني مصري راحل، له مساهمات جليلة في مجال نظرية الالتزام ونظرية الالتزام القضائي وتعني أن حكم القاضي يمكن ان يكون مصدراً جديداً للالتزام إلى جانب المصادر الخمسة المعروفة منذ عهد القانون الروماني، في رسالة الدكتوراة التي ناقشها أمام كلية الحقوق في جامعة باريس في 19 فبراير 1964، وقد حصلت على جائزة أحسن الرسائل وطبعت في فرنسا عام 1965، وهو ما دفع الدكتور إلى المتابعة في هذا الاتجاه في السبعينات عندما نشر بحثه القيم بعنوان «القرار الإداري مصدر للحق» والذي أكد فيه أيضاً أن القرار الإداري في بعض الأحيان يكون هو الآخر مصدرً من مصادر الالتزام ، إضافة إلى تميز كتاباته في فلسفة القانون.

## حياته
ولد سمير تناغو في طهطا بسوهاج عام 1938، ووالده المحامي الكبير الأستاذ عبد السيد تناغو، تخرج في كلية الحقوق جامعة الإسكندرية عام 1958 بتقدير جيد جداً مع مرتبة الشرف، ثم عين معيداً بجامعة عين شمس، وحصل على دبلومي القانون الخاص والشريعة الإسلامية، ثم أوفد إلى فرنسا في بعثة علمية للحصول على الدكتوراة فحصل منها على دبلوم القانون في القانون الروماني ثم حصل على درجة الدكتوراة عام 1964 في نظرية الالتزام القضائي ، ولدعوى عودته إلى مصر عين مدرساً للقانون المدني بكلية الحقوق جامعة عين شمس في الفترة من 1964 حتى 1966، ونقل بعد ذلك إلى كلية الحقوق جامعة الإسكندرية. عمل في الكويت لعدة سنوات في الصندوق الاقتصادي الذي كان يقدم التمويل للدول العربية في أول الأمر قم اتسع لمختلف الدول النامية

## مؤلفاته
- القانون الزراعي (1969)
- التأمينات العينية. يعتبر مرجعاً هاماً في مجاله، لدرجة أن العالم المصري الكبير عبد الرزاق السنهوري اعتمد هذا الكتاب ضمن مراجعه الأساسية عند كتابة الجزء العاشر والأخير من كتابه الشامخ «الوسيط في شرح القانون المدني».[3]
- النظرية العامة للقانون (1974). يعتبر المرجع العربي الأساسي في موضوعه، والذي جمع فيه جمعاً فريداً بين قواعد المدخل إلى علم القانون وأصول فلسفة القانون.
- طبيعة حق المستأجر في الفقه الإسلامي الحنفي. كتبه عندما كان معيداً في كلية الحقوق، وغاص في بطون كتب الفقه الإسلامي، ليخرج هذا الكتاب، الذي نشرته أكبر المجلات القانونية المتخصصة وهي مجلة المحاماة والتي نشرته على ثلاثة أعداد
- رهن المال المستقبل. نشر في المجلة الفصلية للقانون المدني وهي من أكبر الدوريات القانونية المتخصصة في فرنسا والتي لا تنشر إلا الأبحاث العلمية الرصينة لكبار القانونيين، ولم يحدث أن نشر فيها أحد الفقهاء العرب من قبل الدكتور أو من بعده.
- النظرية العامة للإثبات.
- عقد البيع.
- عقد الإيجار.
- نظام التأمينات الاجتماعية.
- أحكام الأسرة لغير المسلمين من المصريين.
- الأفكار الكبرى في السياسة والقانون.
- جوهر القانون.

## الجوائز
- حصل على جائزة أحسن الرسائل من فرنسا. عن رسالته «نظرية الالتزام القضائي».

## وفاته
توفى صباح يوم الثلاثاء 12 مايو 2020.